# 市谷鷹匠町
市谷鷹匠町（日语：／ Ichigaya-takajōmachi */?）是東京都新宿區的町名。未實施住居表示。2013年8月1日為止的人口有45人。郵遞區號為162-0848。

## 地理
位於新宿區東部。北接払方町，東鄰市谷長延寺町、市谷砂土原町一丁目，南連市谷左內町，西通納戶町。

## 歷史
過去此地宅邸林立，但進入1990年代後陸續改建為大日本印刷相關設施。

### 地名由來
地名源自江戶時代鷹匠組屋敷。

## 交通
町域內沒有車站，可利用東邊的市谷站。

## 設施
- 大日本膠印

## 備註
1. ↑  『角川日本地名大辞典 13　東京都』、角川書店、1991年再版、P871
2. ↑  .   [2013-08-09]. （原始内容存档于2014-08-19）.

## 外部連結
- 新宿區役所 （页面存档备份，存于）